# Gymnocrex
Gymnocrex là một chi chim trong họ Rallidae.